# Oxira inconsequens
Oxira inconsequens là một loài bướm đêm trong họ Noctuidae.